# Arisemus rhamphos
Arisemus rhamphos är en tvåvingeart som beskrevs av Quate och Brown 2004. Arisemus rhamphos ingår i släktet Arisemus och familjen fjärilsmyggor.
Artens utbredningsområde är Venezuela. Inga underarter finns listade i Catalogue of Life.